# 前田穣 (参議院議員)
前田 穣（まえだ みのる、1887年（明治20年）10月15日 – 1955年（昭和30年）6月28日）は、大正から昭和期の鉄道官僚、実業家、政治家。参議院議員（1期）。

## 経歴
三重県四日市出身。第五高等学校を経て、1913年（大正2年）東京帝国大学法科大学を卒業。鉄道院（のち鉄道省）に入り神戸鉄道管理局書記に任官。同年11月、文官高等試験行政科試験に合格した。
以後、大阪鉄道局課長、門司鉄道局課長、運輸局総務課長、大臣官房人事課長、大阪鉄道局長、仙台鉄道局長、鉄道省運輸局長などを歴任。1934年（昭和9年）8月、同省監督局長に就任し、1937年（昭和12年）7月まで在任して退官した。
その後、阪和電鉄監査役、南海電鉄常任監査役、都市計画三重地方委員、三重県労働調停委員、三重交通社長、ユネスコ三重協力会会長、三重県経営者協会会長、同県社会福祉協議会会長などを務めた。
1950年（昭和25年）6月の第2回参議院議員通常選挙に三重県地方区から無所属で出馬し、保守系の支持と三重交通労働組合の支援を受けて当選した。緑風会に所属し、参議院運輸委員長などを務めたが、在任中に三重県伊勢市で死去した。死没日をもって勲二等瑞宝章追贈（勲三等からの昇叙）。